# Ursula Andress

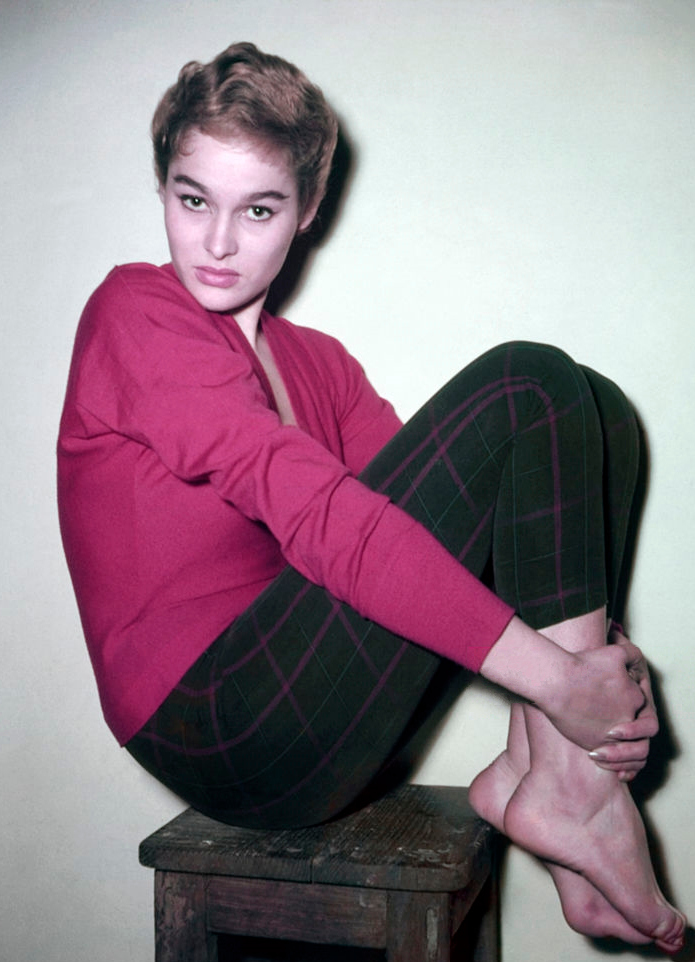
Ursula Andress 1950 körül

Ursula Andress (Ostermundigen, Bern kanton, 1936. március 19. –) Golden Globe-díjas svájci színésznő.

## Élete és pályafutása
Német szülők gyermekeként jött világra. A filmezéssel egy római vakáció alkalmával került kapcsolatba, szépségét és vonzerejét számos olasz, amerikai, angol, német és francia filmben kamatoztatta. Első szerepét 1954-ben kapta egy olasz filmben, majd később Marlene Dietrichhez hasonlították, de a hasonlóság származásukban, és szépségükben ki is merült. Az átütő sikert az első James Bond-film hozta meg számára, a Dr. No-ban nyújtott alakítása és bikinis, tengerparti jelenetei hatására belopta magát a férfiszívekbe, és azonnal szexszimbólummá vált. Később olyan nagy színészekkel játszott együtt, mint Frank Sinatra, Marcello Mastroianni, vagy Elvis Presley, de a Dr. No-beli alakítását soha nem tudta felülmúlni. Hírnevét inkább a Playboy fotóinak, illetve szerelmi ügyeinek köszönheti. Szeretői közt volt James Dean, Ryan O’Neal, Dean Martin és Jean-Paul Belmondo is.
1957-ben feleségül ment John Derek amerikai színészhez, de kilenc év múlva elváltak. 1981-ben a Titánok harca forgatásán ismerkedett meg a nála jóval fiatalabb, Harry Hamlinnel: kapcsolatuk négy évig tartott, egy gyermekük született. Már évtizedek óta egyedül él, és a filmvásznon sem nagyon lehet látni.

## Válogatott filmográfia

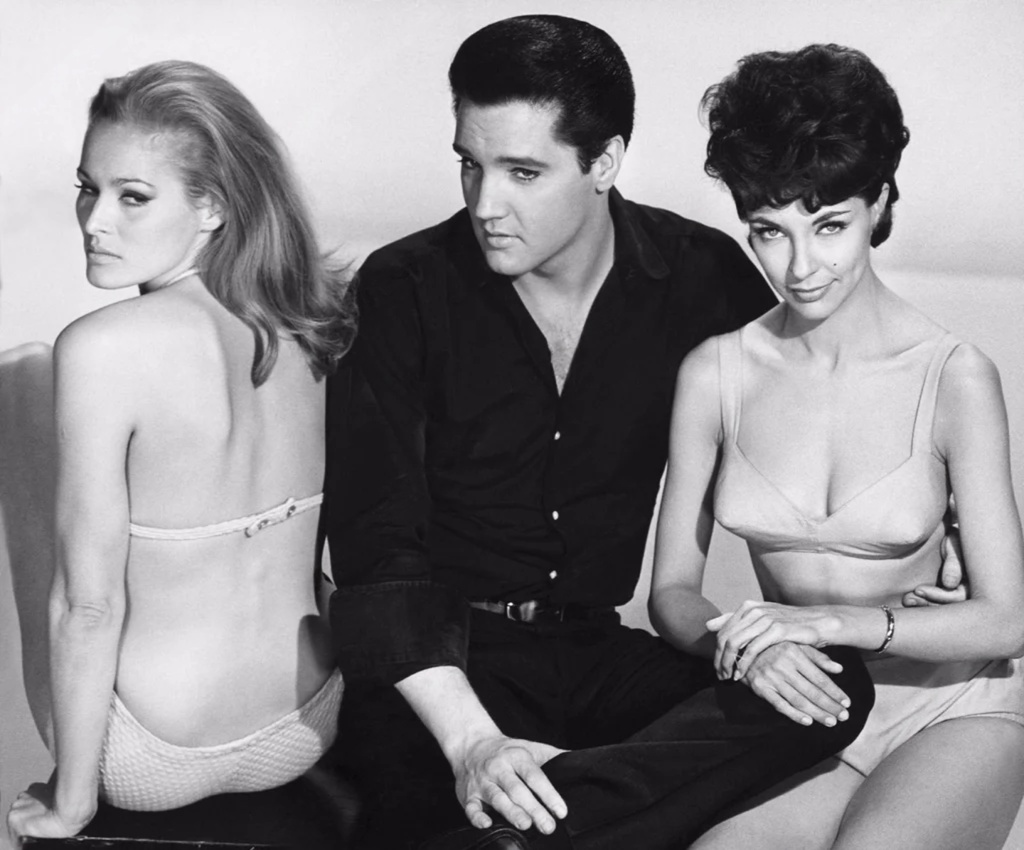
Ursula Andress, Elvis Presley és Elsa Cárdenas az Acapulcói kaland című filmben

| Év   | Magyar cím                       | Eredeti cím                             | Szerep                      | Magyar hang    |
| ---- | -------------------------------- | --------------------------------------- | --------------------------- | -------------- |
| 1954 | Egy amerikai Rómában             | Un Americano a Roma                     | Astrid Sjöström             |                |
| 1955 |                                  | Le avventure di Giacomo Casanova        | utas                        |                |
| 1962 | Dr. No                           | Dr. No                                  | Honey Ryder                 | Söptei Andrea  |
| 1963 | Acapulcói kaland                 | Fun in Acapulco                         | Marguerita Dauphin          | Kubik Anna     |
| 1963 | Acapulcói kaland                 | Fun in Acapulco                         | Marguerita Dauphin          | Náray Erika    |
| 1963 | Két pár texasi                   | 4 for Texas                             | Maxine Richter              | Borbás Gabi    |
| 1963 | Két pár texasi                   | 4 for Texas                             | Maxine Richter              | Létay Dóra     |
| 1965 | Ő                                | She                                     | Ayesha                      |                |
| 1965 | Mi újság, cicamica?              | What's New, Pussycat                    | Rita                        | Bencze Ilona   |
| 1965 | Mi újság, cicamica?              | What's New, Pussycat                    | Rita                        | Détár Enikő    |
| 1965 | Mi újság, cicamica?              | What's New, Pussycat                    | Rita                        | Hirling Judit  |
| 1965 | Egy kínai viszontagságai Kínában | Les Tribulations d'un chinois en Chine  | Alexandrine Pinardel        | Bánsági Ildikó |
| 1965 | Egy kínai viszontagságai Kínában | Les Tribulations d'un chinois en Chine  | Alexandrine Pinardel        | Götz Anna      |
| 1965 | A tizedik áldozat                | La decima vittima                       | Caroline Meredith           | Andresz Kati   |
| 1966 | A kék Max                        | The Blue Max                            | Kaeti von Klugermann bárónő |                |
| 1967 | Casino Royal                     | Casino Royale                           | Vesper Lynd                 | Kiss Mari      |
| 1969 | Dél Csillaga                     | The Southern Star                       | Erica Kramer                | Sáfár Anikó    |
| 1970 | A tökéletes péntek               | Perfect Friday                          | Lady Britt Dorset           |                |
| 1971 | Vörös nap                        | Soleil rouge                            | Cristina                    | Szegedi Erika  |
| 1971 | Vörös nap                        | Soleil rouge                            | Cristina                    | Antal Olga     |
| 1975 | Afrika Expressz                  | Africa Express                          | Madeleine Cooper            | Sáfár Anikó    |
| 1975 | Afrika Expressz                  | Africa Express                          | Madeleine Cooper            | Kiss Erika     |
| 1975 | Afrika Expressz                  | Africa Express                          | Madeleine Cooper            | Major Melinda  |
| 1975 | Az ápolónő                       | L' Infermiera                           | Anna                        | Kovács Nóra    |
| 1976 |                                  | Le avventure e gli amori di Scaramouche | Jozefina francia császárné  |                |
| 1976 | Szafari expressz                 | Safari Express                          | Miriam                      | Fehér Anna     |
| 1976 | Szafari expressz                 | Safari Express                          | Miriam                      | Major Melinda  |
| 1976 | Szerelmi leckék                  | Spogliamoci così, senza pudor...        | Marina                      |                |
| 1977 | Kettős gyilkosság                | Doppio delitto                          | Dell'Orso hercegnő          | Tóth Ildikó    |
| 1979 | Vad ágyak                        | Letti selvaggi                          | Az özvegy                   | Tóth Enikő     |
| 1979 | Vad ágyak                        | Letti selvaggi                          | Az özvegy                   | Fehér Anna     |
| 1979 | Vad ágyak                        | Letti selvaggi                          | A segítőtárs                | Györgyi Anna   |
| 1979 | Vad ágyak                        | Letti selvaggi                          | A segítőtárs                | ?              |
| 1979 | Az ötödik muskétás               | The Fifth Musketeer                     | Louise de La Vallière       | Kovács Nóra    |
| 1981 | Titánok harca                    | Clash of the Titans                     | Aphrodité                   |                |
| 1982 | Mexikó lángokban                 | Red Bells                               | Mabel Dodge                 |                |
| 1997 |                                  | Cremaster 5                             | Queen of Chain              |                |

### Televízió

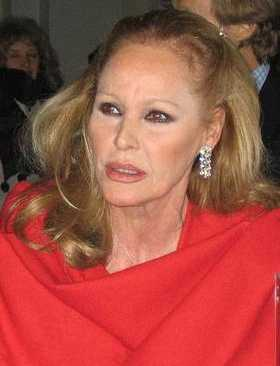
Ursula Andress 2004-ben

| Év   | Magyar cím                         | Eredeti cím            | Szerep         | Magyar hang        | Megjegyzések |
| ---- | ---------------------------------- | ---------------------- | -------------- | ------------------ | ------------ |
| 1962 |                                    | Thrille                | Luana          |                    | 1 epizód     |
| 1983 |                                    | Manimal                | Karen Jade     |                    | 1 epizód     |
| 1983 | Szerelemhajó                       | The Love Boat          | Carole Stanton |                    | 2 epizód     |
| 1986 | Nagy Péter                         | Peter the Great        | Athalie        |                    | 4 epizód     |
| 1988 |                                    | Falcon Crest           | Madame Malec   |                    | 3 epizód     |
| 1988 | Big Man - A díva                   | Big Man                | Susy Kaminski  | Sáfár Anikó        | 1 epizód     |
| 1988 | Big Man - A díva                   | Big Man                | Susy Kaminski  | Menszátor Magdolna | 1 epizód     |
| 1993 | Fantaghiro, a harcos hercegnő III. | Fantaghiro III.        | Xellesia       | Szegedi Erika      | tévéfilm     |
| 1993 | Fantaghiro, a harcos hercegnő III. | Fantaghiro III.        | Xellesia       | Andresz Kati       | tévéfilm     |
| 1994 | Fantaghiro, a harcos hercegnő IV.  | Fantaghirň IV          | Xellesia       | Andresz Kati       | tévéfilm     |
| 2002 |                                    | Bond Girls Are Forever | önmaga         |                    | tévéfilm     |

## Díjak és jelölések
- Golden Globe-díj (1964) - az év színésznő felfedezettje (Dr. No)